# Unités de mesure dans l'Égypte antique

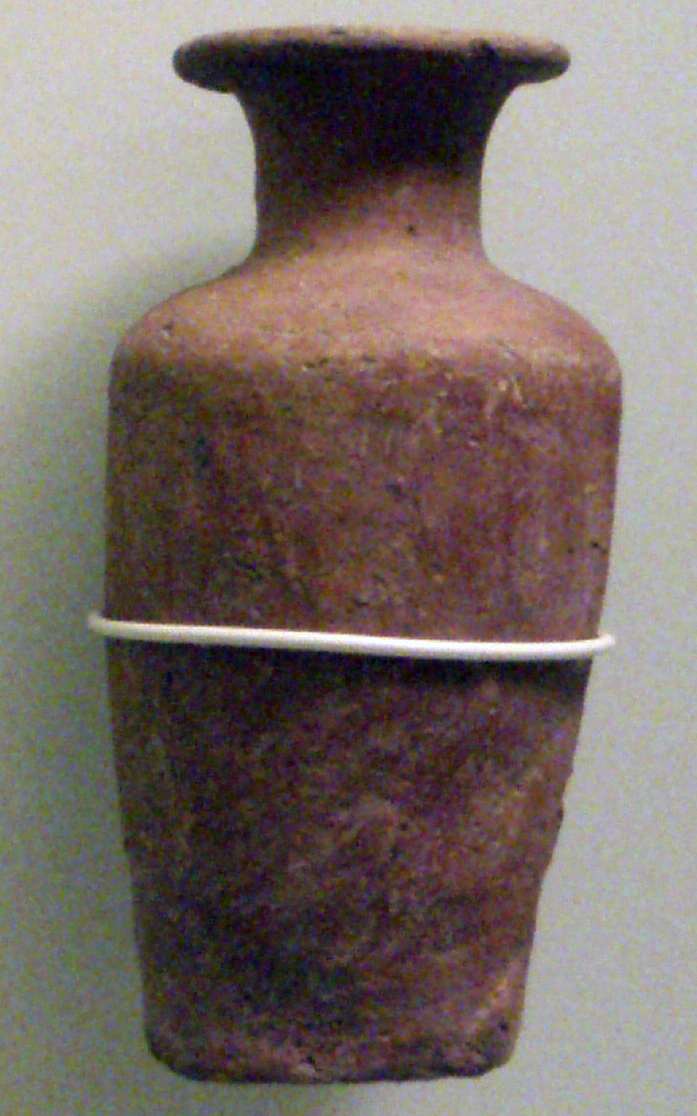
Récipient servant à mesurer le volume d’un liquide, appelé hin

Les unités de mesure dans l'Égypte antique nous proviennent de la grande quantité de documents égyptiens d'ordre comptable, qui nous sont parvenus. Rien d'étonnant pour cette civilisation bureaucratique ou les scribes avaient comme tâche principale de comptabiliser les récoltes (pour calculer les impôts) et de refaire l'arpentage et le bornage des terres agricoles que la crue du Nil effaçait chaque année.

## Mesures de longueur
La coudée de Nippur, attestée en Mésopotamie depuis la fin du quatrième millénaire avant notre ère, fut reprise par les Égyptiens anciens sous l'appellation de petite coudée. La valeur conventionnelle de cette coudée de vingt-quatre doigts est d'environ 45 centimètres.
Les Égyptiens utilisèrent vingt-huit doigts de la division sumérienne pour définir la coudée royale ancienne de 52,5 cm.[réf. nécessaire]
Ceci jusqu'après le Nouvel Empire car une réforme de la XXVIe dynastie (Basse époque) officialisa une nouvelle division de la coudée royale en vingt-quatre doigts.
| Dba |

| Dba |

| Szp · p | N11 |

| Szp · p | N11 |

| D48 |

| D48 |

| D46 |

| D46 |

| D49 |

| D49 |

| D48 · D48 |

| D48 · D48 |

| H7 | G37 |

| H7 | G37 |

| H7 | O29 |

| H7 | O29 |

| D45 |

| D45 |

| D41 |

| D41 |

| D42 | nDs |

| D42 | nDs |

| sw | t · D42 |

| sw | t · D42 |

| n · b | i | W | xt |

| n · b | i | W | xt |

| M3 · X1 · Z1 | N35 | N35 · U19 · W24 | V28 |

| M3 · X1 · Z1 | N35 | N35 · U19 · W24 | V28 |

| i | X1 · r | w | N36 |

| i | X1 · r | w | N36 |

| M3 · X1 · Z1 | N35 | N35 · U19 · W24 | V28 |

| M3 · X1 · Z1 | N35 | N35 · U19 · W24 | V28 |

| M3 · X1 · Z1 |

| M3 · X1 · Z1 |

## Mesures de surface
| a |

| a |

| M12 |

| M12 |

| G38 |

| G38 |

| Z9 |

| Z9 |

| D41 |

| D41 |

| S29 | V13 · V2 | X1 · O39 |

| S29 | V13 · V2 | X1 · O39 |

| M12 | N16 · Z1 · N23 |

| M12 | N16 · Z1 · N23 |

| H | A | t · N37 | M12 |

| H | A | t · N37 | M12 |

La perche égyptienne mesure dix coudées royales. L'arpent de l'acre est de dix perches, soit 175 pieds égyptiens.

## Mesures de volume

### Mesures
- L'henou, ou hin, est l'unité de volume habituellement utilisée pour la mesure des liquides comme la bière, le vin, le lait ou l'eau. Il correspond à environ 0,48 litres.

| O4 · N35 | W24 | G43 | W22 |

| O4 · N35 | W24 | G43 | W22 |

- L'heqat, ou boisseau, sert plutôt pour la mesure de volume de céréales et contient dix henou, soit environ 4,805 litres.

| S38 | N29 · X1 | U9 |

| S38 | N29 · X1 | U9 |

- Le Ra, correspond à 1/320 heqat, soit environ 0,06 litres.

| D21 |

| D21 |

- Le double-heqat, correspond à deux heqat, soit environ 9,6 litres.

| S38 | N29 · X1 | T14 | T14 | U9 |

| S38 | N29 · X1 | T14 | T14 | U9 |

- L'ipet, ou quadruple-heqat, correspond à quatre heqat, soit environ 19,22 litres. Cette unité est utilisée à partir de l'époque ramesside.

| M17 | Q3 · X1 | U9 |

| M17 | Q3 · X1 | U9 |

| M17 | Q3 · X1 | U9 |

| M17 | Q3 · X1 | U9 |

| T14 | Z4 · Z4 · U9 |

| T14 | Z4 · Z4 · U9 |

| T14 | Z4 · Z4 · U9 |

| T14 | Z4 · Z4 · U9 |

- Le khar, ou sac, sert à mesurer de plus grands volumes et correspond à différentes mesures selon les époques : durant l'Ancien Empire, il correspond à environ 48,50 litres, soit dix heqat ; au Nouvel Empire, il correspond à environ 96,114 litres[2], soit vingt heqat.

| K4 · D21 | V19 |

| K4 · D21 | V19 |

### Notation
| D12 |

| D12 |

Ce même signe note le quadruple-heqat au Nouvel Empire.
| D12 | D12 |

| D12 | D12 |

| U9 |

| U9 |

Exemple 1
|  |

|  |

|  |

|  |

|  |

|  |

|  |

|  |

Exemple 2
| V19 | V20 | V20 | V20 | Z1 | U9 | D11 | D12 | D12 | D12 |

| V19 | V20 | V20 | V20 | Z1 | U9 | D11 | D12 | D12 | D12 |

|  |

|  |

|  |

|  |

|  |

|  |

|  |

|  |

## Mesures de poids
- Le deben (littéralement : anneau de métal) valant 13,6 g à l'Ancien Empire et environ 91 g à partir du Moyen Empire.

| D46 | D58 | N35 · F46 |

| D46 | D58 | N35 · F46 |

| Aa28 | X1 · S106 |

| Aa28 | X1 · S106 |

Les poids inférieurs à la qité s'expriment par des fractions. Exemple :
| T3 · S12 | F48 · N35 · S106 | I8 | M12 | V1 · V1 | V20 · Z1 · Z1 · Z1 · Z1 | Aa28 | X1 | Z3 · Z3 · Z3 | D22 | D21 · Z1 · Z1 · Z1 · Z1 |

101 214 dbn, 9 qd.t, r(ȝ)-2, r(ȝ)-4, ḥḏ ; 101 214 dében, 9 qité ½¼ (=¾) d'argent
- Les sénious ou shâts (1/12e de deben, soit ~7,6g),
- L'artabe (s'utilise encore, sous le nom ardeb).

## Mesures de temps
L'année égyptienne comptait 365 jours répartis en trois saisons de quatre mois chacune. Chaque mois comptait exactement trente jours. Le jour était divisé en douze heures, de même que la nuit.
La minute était une notion de temps très vague, de durée très inférieure à l'heure.
| M4 | X1 · Z1 |

rnp.t, année
| N11 · N14 | D48 · N5 |

ȝbd, mois
| O4 · D21 | G43 | N5 |

hrw, jour
| E34 · N35 | W24 · X1 | N14 |

wnw.t, heure
| G1 | X1 · Z5 | N5 |

ȝ.t, minute